# 下布龙巴赫
下布龙巴赫是德国莱茵兰-普法尔茨州的一个市镇。总面积7.28平方公里，总人口460人，其中男性224人，女性236人（2011年12月31日），人口密度63人/平方公里。